# 日本汉字能力检定协会
日本汉字能力检定协会（日语：日本漢字能力検定協会、にほんかんじのうりょくけんていきょうかい）是日本的公益財團法人之一，主要负责执行日本汉字能力检定等。曾是文部科学省生涯学習政策局生涯学習推進課所管的特例民法法人。

## 概要
- 主要目的：执行日本汉字能力检定，参考书籍的出版，振兴汉字的学习
- 法人代表
  - 理事長：髙坂節三（こうさかせつぞう）
- 本部所在地：〒605-0074 京都府京都市東山區祇園町南側551
- 东京事务局：〒100-0004 東京都千代田区大手町2-1-1 大手町野村ビル
- 基本财产：3亿日元
- 理事：12名
- 评议员：11名
- 事业收入：57亿日元（2016年度）
- 职员数：111名（2017年11月）

## 经营范围
- 执行日本汉字能力检定
现在分为1级到10级，参加资格无限定。难易程度请参考日本汉字能力检定。
- 出版事业 – 汉检关联的教材（书籍和游戏）
- 执行BJT商务日本语能力测试（2009年从日本贸易振兴机构移交）
- 汉字文化的调查研究、普及活动
- 汉字相关联的启示、广报活动
  - 汉检汉字资料馆
  - 从1995年开始每年公开征集「今年的汉字」，并在12月12日在京都市清水寺发布。
- 日本汉字学会事务局

## 商品
- 汉字必攜（漢字必携）
- 逐步汉字学习（漢字学習ステップ）
- 过去问题集（過去問題集）
- 财团法人日本汉字能力检定协会公认汉检DS
- 财团法人日本汉字能力检定协会公认汉检Wii汉字王决定战